# Preskriptivní lingvistika
Preskriptivní lingvistika (nebo také normativní lingvistika) se týká ustanovení norem spisovného jazyka, tedy tzv. kodifikace, a to jak mluveného (ortoepie), tak psaného (ortografie) jazyka. V případě českého jazyka je regulátorem Ústav pro jazyk český AV ČR, který vydává jazykové příručky jako jsou např. Pravidla českého pravopisu. 